# Торецький
Торе́цький — пасажирська зупинна залізнична платформа Лиманської дирекції Донецької залізниці.
Розташована на заході с. Привілля, Краматорський район, Донецької області на лінії Слов'янськ — Лозова між станціями Бантишеве (2 км) та Гусарівка (8 км).
Станом на початок 2016 р. через платформу слідують приміські електропоїзди, проте не зупиняються.